# 穆爾菲爾德 (內布拉斯加州)
穆爾菲爾德（英語：Moorefield）是位於美國內布拉斯加州弗蘭蒂爾縣的村。

## 人口
根據2020年美國人口普查的數據，穆爾菲爾德的面積為0.43平方千米，皆為陸地。當地共有人口27人，而人口密度為每平方千米63人。